# Тарілчастий живильник

Тарілчастий живильник — різновид живильника для сипких речовин (напр., реагентів). Складається з циліндричного бункера 1, який знизу закінчується розвантажувальною трубою 4. Таріль 6, що знаходиться на невеликій відстані від бункера, повільно обертається. Реагент висипається на таріль і при її обертанні шкребок-скидач 7 відділяє потрібну кількість реагенту, яка регулюється висотою підйому телескопічної труби 5 і положенням шкребка-скидача 7. (рис.  б)